# Liste der Monuments historiques in Lesmont
Die Liste der Monuments historiques in Lesmont führt die Monuments historiques in der französischen Gemeinde Lesmont auf.

## Liste der Immobilien
| Bezeichnung               | Beschreibung                                                                                   | Standort                        | Kennzeichnung | Schutzstatus | Datum | Bild           |
| ------------------------- | ---------------------------------------------------------------------------------------------- | ------------------------------- | ------------- | ------------ | ----- | -------------- |
| Markthalle                | 1855 erbaut                                                                                    | Rue de la Halle (Lage)          | PA00078133    | Inscrit      | 1982  | weitere Bilder |
| Kirche St-Pierre-ès-Liens | ab dem 13. Jahrhundert                                                                         | Rue de la Halle (Lage)          | PA00078132    | Inscrit      | 1982  | weitere Bilder |
| Wohnhaus                  | Fachwerkhaus, bezeichnet 1577                                                                  | 2 Grande-Rue (Lage)             | PA00078135    | Inscrit      | 1982  |                |
| Römerstraßen              | zwei Straßenzüge an den Gemeindegrenzen zu Précy-Saint-Martin und Saint-Christophe-Dodinicourt | östlich des Ortes (Lage)        | PA00078136    | Inscrit      | 1982  |                |
| Wohnhaus                  | 1784 erbaut; heute Mairie                                                                      | 2 place de la Libération (Lage) | PA00078134    | Classé       | 1954  |                |

## Liste der Objekte
| Bezeichnung                         | Beschreibung                                                                           | Standort                                | Kennzeichnung | Schutzstatus | Datum | Bild |
| ----------------------------------- | -------------------------------------------------------------------------------------- | --------------------------------------- | ------------- | ------------ | ----- | ---- |
| Grabstein                           | Kalkstein, bezeichnet 1299                                                             | in der Kirche St-Pierre-ès-Liens (Lage) | PM10000999    | Classé       | 1908  |      |
| Kirchenfenster Entschlafung Mariens | aus dem 16. Jahrhundert                                                                | in der Kirche St-Pierre-ès-Liens (Lage) | PM10001000    | Classé       | 1913  |      |
| Prozessionskreuz                    | mit Evangelistensymbolen; Holz, Kupfer, vergoldet, 12. Jahrhundert; Verbleib unbekannt | in der Kirche St-Pierre-ès-Liens (Lage) | PM10000996    | Classé       | 1894  |      |
| Skulptur Madonna mit Kind           | Kalkstein, farbig gefasst, 16. Jahrhundert                                             | in der Kirche St-Pierre-ès-Liens (Lage) | PM10001002    | Classé       | 1978  |      |
| Grabstein für Jean de Molins        | Kalkstein, Ende des 13. Jahrhunderts                                                   | in der Kirche St-Pierre-ès-Liens (Lage) | PM10000998    | Classé       | 1908  |      |
| Skulptur Petrus                     | Kalkstein, farbig gefasst, 16. Jahrhundert                                             | in der Kirche St-Pierre-ès-Liens (Lage) | PM10001001    | Classé       | 1978  |      |
| Reliquienmonstranz                  | Kupfer, vergoldet, 15. Jahrhundert                                                     | in der Kirche St-Pierre-ès-Liens (Lage) | PM10000997    | Classé       | 1894  |      |